# Coût irrécupérable

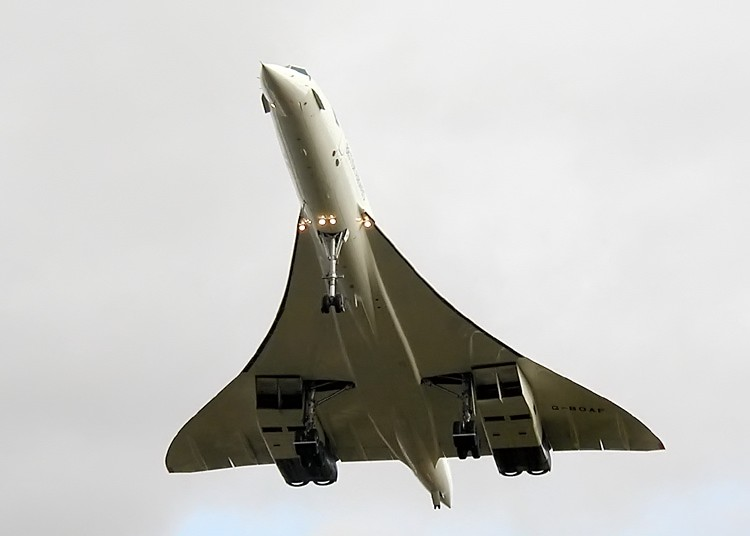
The Concorde Fallacy, un des exemples les plus populaires de coûts irrécupérables

En économie comportementale et dans l'analyse de la décision, les coûts irrécupérables (sunk cost en anglais) sont les coûts qui ont déjà été payés définitivement ; ils ne sont ni remboursables, ni récupérables par un autre moyen.
La distinction avec les autres coûts est importante pour les scénarios où l'on envisage, ou bien où l'on craint de subir, de renoncer à, ou de ne plus être en mesure d'utiliser ce qu'ils ont servi à acquérir.
« The Concorde fallacy » ou « l'erreur de jugement du Concorde » fait référence à l'entêtement des gouvernements français et britannique à poursuivre ce projet, pour des raisons politiques et de prestige mais aussi parce que des dépenses considérables avaient été engagées, alors que le fait que l'exploitation commerciale du Concorde ne pouvait être rentable était admis depuis 1973, une combinaison de facteurs causant l'annulation de presque toutes les commandes en option. Parmi ces facteurs, le premier choc pétrolier, les difficultés financières des compagnies aériennes, l'absence de soutien du projet en Amérique du Nord, ou encore l'accident au salon du Bourget du concurrent direct soviétique, le Tupolev Tu-144,.

## Irrationalité dans leur prise en compte
Pour un agent rationnel, les coûts non modifiables ne devraient pas peser dans la balance (c'est-à-dire influencer) pour les choix ultérieurs à la dépense.
En pratique cependant, ces coûts interviennent souvent dans le raisonnement, du fait de l'aversion pour la perte. En anglais, on parle de sunk cost fallacy (« biais cognitif des coûts irrécupérables »). 
Cela peut s'illustrer par exemple dans une situation où des spectateurs dans une salle de cinéma regardent un film qu'ils trouvent très mauvais. Ils peuvent envisager soit de quitter la salle avant la fin du film soit d'y rester. Pour un billet obtenu gratuitement ou donné, certains spectateurs peuvent envisager de quitter la salle. Pour ces mêmes spectateurs, le fait d'avoir payé le billet peut questionner ce choix: soit quitter la salle pour la même raison, soit rester pour ne pas gâcher l'argent dépensé.
Pour un agent parfaitement rationnel, les deux décisions sont pourtant exactement équivalentes, puisque le coût financier de quitter la salle est nul dans les deux cas, et l'intérêt du temps qu'il va passer à l'extérieur par rapport à celui passé à regarder le film jusqu'à la fin est lui aussi le même.[pas clair]